# Фронт национального спасения (Россия)
Фронт национа́льного спасе́ния (ФНС) — объединение национально-патриотических и «левых» организаций, существовавшее в России во второй половине 1980-х — середине 1990-х годов. Фронт стал первым в истории современной России примером достаточно эффективной коалиции разнородных политических партий и движений, объединившихся на идейной платформе этатизма. Действенность ФНС объяснялась прежде всего тем, что при его создании произошло своеобразное разделение обязанностей между составными частями широкой коалиции: правые занимались идеологией Фронта, левые обеспечивали его массовость.

## История
Идея создания подобного общественного движения, призванного объединить демократические силы во всесоюзном масштабе, возникла в апреле 1988 года на собрании ленинградских неформальных дискуссионных клубов «Перестройка» и «Альтернатива» при Василеостровском райкоме ВЛКСМ. Вдохновлённые успехами инициативной группы во главе с Эдгаром Сависааром, добившегося участия Народного Фронта Эстонии в политической жизни республики и позднее приведшего её к независимости, региональная организация 17-18 июня 1989 года провела учредительную конференцию Ленинградского Народного Фронта. Манифест нового общественно-политического объединения предполагал привлечение в свои ряды представителей слоёв трудящихся и интеллигенции, защиту их экономических интересов, пропаганду демократических идей и принципов и разработку на этой основе конкретных программ по вопросам «за демократию, гражданские свободы и радикальную экономическую реформу».
После того как к концу 1991 года значительная часть рядовых членов Народного фронта влилась в новые аналогичные партии и движения или либерального толка («Демократическая Россия», ДДР и др.), идею о создании новой оппозиционной коалиции против «политики реформ» Правительства Е. Т. Гайдара, а затем и кабинета В.С. Черномырдина, подхватили левые и националистические организации. По мере обострения социально-экономического кризиса и нарастания политических противоречий в российском обществе они ощутили потребность консолидации собственных сил. 1 октября 1992 года в газетах «Советская Россия» и «День» было опубликовано обращение «К гражданам России» с призывом объединиться в единый фронт «ради спасения страны». Тогда же было заявлено, что 38 деятелей политической оппозиции к Президенту и Правительству России, подписавших обращение, договорились о создании общероссийской общественной организации — Фронта национального спасения — и составили его оргкомитет.
Учредительный конгресс ФНС открылся 24 октября 1992 года в Большом конференц-зале Парламентского центра Верховного Совета РФ. В конгрессе участвовало 1428 делегатов и 675 гостей из 103 городов республик бывшего СССР (кроме Узбекистана и Таджикистана); было аккредитовано более 270 журналистов (в том числе 117 — от иностранных агентств), главным образом, представителей газет «День» и «Советская Россия». Конгресс объявил о прекращении гражданской войны между «красными» и «белыми», о чём свидетельствовала украшавшая зал и президиум символика — скрещённые знамёна — Государственный флаг СССР и чёрно-золото-белый флаг, используемый некоторыми монархистами и сторонниками консервативных движений, что стало «символом русско-советской дружбы».
Сопредседателями ФНС были утверждены: С. Н. Бабурин, Н. А. Павлов (оба — РОС), Г. А. Зюганов (Координационный совет народно-патриотических сил), И. В. Константинов (РХДД), М. Г. Астафьев (КДП — ПНС), В. А. Иванов (Партия Возрождения), В. Б. Исаков, Г. В. Саенко (оба — Российское единство) и А. М. Макашов (РКРП). В утверждённый Политсовет ФНС на организационный период вошли, кроме сопредседателей, также лидер движения «Союз» В. И. Алкснис, председатель НРПР Н. Н. Лысенко, публицист Э. Ф. Володин, редактор «Дня» А. А. Проханов, депутаты А. М. Тулеев, С. З. Умалатова, С. П. Горячева, председатель Аграрного Союза М. И. Лапшин, прокурор В. И. Илюхин, репортёр А. Г. Невзоров, писатели В. Г. Распутин, В. И. Белов и С. Ю. Куняев, академик И. Р. Шафаревич и другие деятели (всего 55 человек). Соглашение о поддержке было подписано также представителем РХДД В. В. Аксючицем, лидером ленинской платформы РКРП Р. И. Косолаповым и председателем Русского национального собора А. Н. Стерлиговым, однако эти организации формально отказались вступать в ФНС. Позднее председателем исполкома организации был избран сопредседатель-координатор оргкомитета Илья Константинов, его заместителями стали М. В. Шмаков (РПНВ) и В. В. Акимов (руководитель группы экспертов Федерации независимых профсоюзов России).
На втором учредительном съезде РКРП 5-6 декабря 1992 года Р. И. Косолапова, А. М. Макашова и некоторых других руководителей РКРП, вошедших в ФНС без согласования с партией, осудили и вывели из состава руководящих органов партии.
На Конгрессе были приняты Манифест и Устав ФНС, по которым Фронт объявлялся "массовым народным патриотическим движением, объединяющим сторонников государственного единства и социальной справедливости. Основной задачей ФНС являлось создание широкой общественной поддержки блоку парламентских фракций «Российское единство», ставившему своей задачей «противодействие антиконституционным действиям Президента и возглавляемой им исполнительной власти России, а также воссоздание разрушенного ими единого союзного государства». В Манифесте ФНС заявилось, что «страна стоит на пороге всеобщей гражданской войны, хаоса и анархии» и что «политика Ельцина и его команды — политика национальной измены». ФНС предлагал конституционным путём изменить политическую систему страны, поэтапно восстановить Россию в её исторических границах или в международно признанных договором 1975 года границах СССР.
28 октября 1992 года президент Российской Федерации Б. Ельцин указом № 1308 «О мерах по защите конституционного строя РФ» распустил оргкомитет Фронта и все его структуры как «неконституционную организацию», однако в феврале 1993 года Конституционный Суд признал данный пункт указа недействительным.
ФНС отказался принять участие в работе Конституционного совещания. К моменту проведения II Конгресса ФНС (24-25 июля 1993 года) расстановка сил внутри Фронта существенно изменилась. Хотя на съезде была усилена его организационная централизация, ещё раньше проявились трудности сосуществования в рамках ФНС идеологически чуждых друг другу партий. Некогда единое движение в результате многочисленных разногласий по целому ряду программных положений раскололось. Итогом форума стал фактический выход из ФНС ряда национал-патриотических организаций — РОС, РПНВ и НРПР, после чего о сложении полномочий заявили 5 (из 9) сопредседателей Фронта. Таким образом, большинство делегатов Конгресса теперь представляли коммунистические организации: одновременно о своём вхождении в состав Фронта заявила Российская партия коммунистов (А. В. Крючков), а 29 июля на заседании Политсовета ФНС были доизбраны ещё 12 сопредседателей, представляющих интересы левых или лояльных им групп (Э. Володин, В. Илюхин, Р. Косолапов, В. Осипов, С. А. Михайлов, А. Проханов, Ю. Сидоренко, В. Смирнов, Н. Сорокин, С. Терехов, М. Титов, В. Шпортий). С этого момента роль ФНС как объединяющего центра «право-левой оппозиции» могла считаться исчерпанной.
Окончательным ударом по Фронту как организации стали события сентября — октября 1993 года в Москве, когда стали известны факты формирования из членов ФНС боевых дружин защитников Белого дома, которые принимали участие в его обороне и кровавых столкновениях в Москве. После этих событий деятельность Фронта была приостановлена указом Президента, а ФНС покинули почти все входившие в него политические партии и движения. Но самый сильный удар по ФНС нанесла легализация КПРФ, которая выдвинула в качестве идеологической основы «государственный патриотизм». Многие патриоты, бывшие в прошлом рядовыми членами КПСС, начали возвращаться в ряды компартии, оставаясь при своих взглядах.
В 1994 г. возникло две организации под тем же названием, лидерами которых стали И. Константинов и В. Смирнов.

## Попытки возрождения Фронта
9 мая 2011 г. юрист и оппозиционер Даниил Константинов вместе с группой молодых политических активистов объявил об организации оргкомитета возрождённого Фронта национального спасения и начале подготовки к проведению учредительно-восстановительного съезда ФНС. Своей целью Оргкомитет объявил «объединение всех здоровых политических сил», недопущение наметившегося сползания страны к тоталитаризму, впоследствии — изменение социально-политического строя России, избавление страны от коррупции, бюрократизма, ликвидацию экономико-технической отсталости. Намерения оргкомитета были выражены в его обращении к общественности.
О намерении политических партий и движений, которым было отказано в регистрации, создать Фронт национального спасения объявил также лидер партии «Другой России» Эдуард Лимонов. По его словам, в этот фронт уже готовы войти партии «Другая Россия», РОТ ФРОНТ и «Родина: здравый смысл». Оппозиционная коалиция будет напоминать по структуре «Другую Россию», созданную в 2006 году.

Планируется привлечь широкий спектр политических сил, шире, чем в прошлом. Пусть будут левые, либералы и националисты.
22 мая 2011 года представители партий «Другая Россия», РОТ ФРОНТ и «Родина: здравый смысл» объявили о создании Комитета национального спасения. Как говорится в их заявлении, Комитет «открыт для участия всех политических и общественных организаций — противников власти тандемократии».

## Коллективные участники Фронта национального спасения первого созыва
- КПРФ
- Национально-республиканская партия России
- Русская партия национального возрождения
- Конституционно-демократическая партия России — Партия народной свободы
- Союз офицеров
- и др.